# Новожилова (деревня)
Новожилова — деревня в Кудымкарском районе Пермского края. Входила в состав Верх-Иньвенского сельского поселения. Располагается юго-западнее от города Кудымкара. Расстояние до районного центра составляет 15 км. По данным Всероссийской переписи населения 2010 года, в деревне проживало 6 человек (2 мужчины и 4 женщины).

## История
По данным на 1 июля 1963 года, в деревне проживало 97 человек. Населённый пункт входил в состав Верх-Иньвенского сельсовета.